# Ligne Hanshin Mukogawa
La ligne Hanshin Mukogawa (阪神武庫川線, Hanshin Mukogawa-sen) est une courte ligne ferroviaire du réseau Hanshin au Japon. Elle relie les gares de Mukogawa et de Mukogawadanchimae à Nishinomiya dans la préfecture de Hyōgo. La ligne est une branche de la ligne principale Hanshin.

## Histoire
La ligne a été ouverte le 21 novembre 1943.
il s'agissait a l'origine d'une voie fret militaire reliant les voies de la ligne Tokaidō/Sanyō à l'usine aéronautique de Kawanishi.Elle poursuivait au nord ,au delà de la gare de Mukogawa actuelle jusqu'à la gare JR actuelle de Kōshienguchi ou une voie se raccordait entre la gare précédente (actuelle Nishinomiya) et la gare Kōshienguchi. À l'époque l'écartement des voies était de 1067mm et l'exploitation de la ligne Mukogawa était séparée du reste du réseau Hanshin.
Après la guerre le tronçon nord fut abandonné et la partie actuelle fut remplacée par l'écartement standard, avec le maintien d'un tiroir au nord de la station et d'une bretelle sur la ligne principale. De nos jours l'ancienne emprise est occupée par des habitations et par le parc le long de la rivière, parfaitement discernable sur une vue satellite.

## Caractéristiques

### Ligne
- Ecartement : 1 435 mm
- Alimentation : 1 500 V par caténaire
- Vitesse maximale : 45 km/h

### Liste des gares
| Numéro | Gare              | Nom japonais | Distance depuis Mukogawa (km) | Correspondances   | Localisation |
| ------ | ----------------- | ------------ | ----------------------------- | ----------------- | ------------ |
| HS 12  | Mukogawa          | 武庫川       | 0                             | Hanshin : Hanshin | Nishinomiya  |
| HS 53  | Higashi-Naruo     | 東鳴尾       | 0,7                           |                   | Nishinomiya  |
| HS 52  | Suzaki            | 洲先         | 1,1                           |                   | Nishinomiya  |
| HS 51  | Mukogawadanchimae | 武庫川団地前 | 1,7                           |                   | Nishinomiya  |